# Grodziczno (województwo warmińsko-mazurskie)
Grodziczno – wieś w Polsce położona w województwie warmińsko-mazurskim, w powiecie nowomiejskim, w gminie Grodziczno przy drodze wojewódzkiej nr 538.
W latach 1954–1972 wieś należała i była siedzibą władz gromady Grodziczno. W latach 1975–1998 miejscowość administracyjnie należała do województwa toruńskiego. Miejscowość jest siedzibą gminy Grodziczno.